# Éplérénone
L'éplérénone est un composé chimique de la classe des stéroïdes, antagoniste de la principale hormone minéralocorticoïde, l'aldostérone, par compétition de liaison sur le récepteur des minéralocorticoïdes.
Elle a démontré des effets bénéfiques sur les patients ayant subi un infarctus du myocarde avec atteinte importante du muscle cardiaque. Elle est commercialisée sous le nom d'Inspra.

## Mécanisme d'action
L'éplérénone se lie par compétition de l'aldostérone et avec une plus grande affinité sur le récepteur des minéralocorticoïdes (MR). Elle inhibe ainsi ses fonctions biologiques d'activation des gènes cibles du récepteur.

## Utilisation
L'éplérénone a démontré des effets bénéfiques chez des patients ayant eu un infarctus du myocarde grave en matière de récidive et d'espérance de vie, avec en particulier, la diminution d'environ un tiers du risque de mort subite. Le bénéfice est également retrouvé chez les patients porteurs d'une insuffisance cardiaque peu symptomatique avec fraction d'éjection effondrée, diminuant également le risque de passage en fibrillation atriale.
La spironolactone est l'autre antagoniste de l'aldostérone, de découverte beaucoup plus ancienne. L'éplérénone a moins d'affinité avec les récepteurs de la progestérone, ceux des androgènes, et ceux des glucocorticoïdes que la spironolactone, ce qui expliquerait l'absence de certains effets secondaires propres à ce dernier, comme la gynécomastie. En matière d'efficacité, il n'existe pas d'étude comparative directe entre les deux molécules.